# Yang Chun-Han
Yang Chun-Han, detto Hank Yang (楊俊瀚S, in lingua amis, Futing; Yuli, 1º gennaio 1997), è un velocista taiwanese, campione asiatico dei 200 metri piani nel 2017.

## Palmarès
| Anno | Manifestazione            | Sede        | Evento      | Risultato   | Prestazione | Note                                     |
| ---- | ------------------------- | ----------- | ----------- | ----------- | ----------- | ---------------------------------------- |
| 2013 | Mondiali allievi          | Donec'k     | 100 m piani | Batteria    | 10"17       |                                          |
| 2013 | Giochi asiatici giovanili | Nanchino    | 100 m piani | Bronzo      | 10"73       |                                          |
| 2013 | Giochi asiatici giovanili | Nanchino    | 200 m piani | Oro         | 21"47       |                                          |
| 2014 | Campionati asiatici U20   | Taipei      | 100 m piani | 6º          | 10"74       |                                          |
| 2014 | Campionati asiatici U20   | Taipei      | 200 m piani | 5º          | 21"17       |                                          |
| 2014 | Campionati asiatici U20   | Taipei      | 4×100 m     | Bronzo      | 39"91       |                                          |
| 2014 | Giochi olimpici giovanili | Nanchino    | 200 m piani | Bronzo      | 21"31       |                                          |
| 2014 | Giochi asiatici           | Incheon     | 200 m piani | Semifinale  | 21"64       |                                          |
| 2014 | Giochi asiatici           | Incheon     | 4×100 m     | 5º          | 39"20       |                                          |
| 2015 | Universiadi               | Gwangju     | 100 m piani | Batteria    | dq          |                                          |
| 2015 | Universiadi               | Gwangju     | 200 m piani | Semifinale  | 21"37       |                                          |
| 2015 | Universiadi               | Gwangju     | 4×100 m     | Batteria    | dnf         |                                          |
| 2015 | Campionati asiatici       | Wuhan       | 100 m piani | Semifinale  | 10"48       |                                          |
| 2015 | Campionati asiatici       | Wuhan       | 200 m piani | 5º          | 20"96       |                                          |
| 2015 | Campionati asiatici       | Wuhan       | 4×100 m     | Bronzo      | 39"35       |                                          |
| 2016 | Campionati asiatici U20   | Ho Chi Minh | 200 m piani | Oro         | 20"73       |                                          |
| 2016 | Campionati asiatici U20   | Ho Chi Minh | 4×100 m     | Oro         | 39"75       |                                          |
| 2016 | Mondiali under 20         | Bydgoszcz   | 200 m piani | 5º          | 20"81       |                                          |
| 2016 | Mondiali under 20         | Bydgoszcz   | 4×100 m     | Batteria    | 40"33       |                                          |
| 2017 | Campionati asiatici       | Bhubaneswar | 100 m piani | Bronzo      | 10"31       |                                          |
| 2017 | Campionati asiatici       | Bhubaneswar | 200 m piani | Oro         | 20"66       | Record nazionale                         |
| 2017 | Campionati asiatici       | Bhubaneswar | 4×100 m     | 7º          | 40"23       |                                          |
| 2017 | Universiadi               | Taipei      | 100 m piani | Oro         | 10"22       |                                          |
| 2017 | Universiadi               | Taipei      | 200 m piani | 7º          | 21"07       |                                          |
| 2017 | Universiadi               | Taipei      | 4×100 m     | Bronzo      | 39"06       |                                          |
| 2018 | Giochi asiatici           | Giacarta    | 100 m piani | 5º          | 10"17       |                                          |
| 2018 | Giochi asiatici           | Giacarta    | 200 m piani | Argento     | 20"23       |                                          |
| 2018 | Giochi asiatici           | Giacarta    | 4x100 m     | 4º          | 38"98       |                                          |
| 2019 | Campionati asiatici       | Doha        | 100 m piani | 5º          | 10"28       | Miglior prestazione personale stagionale |
| 2019 | Campionati asiatici       | Doha        | 4×100 m     | Argento     | 39"18       |                                          |
| 2019 | World Relays              | Yokohama    | 4×100 m     | Batteria    | 38"89       |                                          |
| 2019 | Universiadi               | Napoli      | 200 m piani | Semifinale  | 23"37       |                                          |
| 2019 | Mondiali                  | Doha        | 200 m piani | Batteria    | 20"80       |                                          |
| 2023 | Campionati asiatici       | Bangkok     | 100 m piani | 8º          | 10"31       |                                          |
| 2023 | Campionati asiatici       | Bangkok     | 200 m piani | Argento     | 20"48       |                                          |
| 2023 | Campionati asiatici       | Bangkok     | 4x100 m     | 8º          | 48"96       |                                          |
| 2023 | Mondiali                  | Budapest    | 200 m piani | Batteria    | 20"82       |                                          |
| 2023 | Giochi asiatici           | Hangzhou    | 100 m piani | Semifinale  | 10"23       |                                          |
| 2023 | Giochi asiatici           | Hangzhou    | 200 m piani | Bronzo      | 20"74       |                                          |
| 2023 | Giochi asiatici           | Hangzhou    | 4x100 m     | 6º          | 39"28       |                                          |
| 2024 | Giochi olimpici           | Parigi      | 200 m piani | Ripescaggio | 20"73       |                                          |